# 観世銕之丞 (9世)
九世 観世 銕之丞（かんぜ てつのじょう、1956年10月23日 - ）とは、シテ方観世流能楽師。観世銕之丞家現当主。銕仙会主宰。本名、観世暁夫（あけお）。

## 経歴
八世観世銕之亟（人間国宝）の長男。東京都出身。伯父観世寿夫、および父に師する。1960年、4歳で初舞台。1964年、『岩船』で初シテ。1971年『鷺』、1974年『石橋』、1983年『翁』、1984年『道成寺』を披く。2002年、九世観世銕之丞を襲名。妻は京舞井上流五世井上八千代。長女が井上安寿子（観世安寿子）、長男が観世淳夫。
幼稚園から成城学園に通い、成城大学文芸学部文芸学科中退。 
重要無形文化財「能楽」保持者（総合認定）。社団法人銕仙会理事長。
2005年、川本喜八郎監督の人形アニメーション映画「死者の書」に声優初出演（大津皇子役）。
2011年6月、紫綬褒章を受章。

## 著書
- 能のちから　生と死を見つめる祈りの芸能　（青草書房）　ISBN9784903735191

## 「花よりも花の如く」監修
成田美名子の漫画作品「花よりも花の如く」の監修を行っており、単行本2巻185ページでは、九世銕之丞本人直筆によるカエルのイラスト（「うまくかけねーっ」と書き添えられている）も登場している。